# Carlos Kaiser (football)
Pour les articles homonymes, voir Carlos Kaiser et Kaiser (homonymie).
Carlos Henrique Raposo, plus communément appelé Carlos Kaiser, né le 2 juillet 1963 à Rio Pardo, au Brésil, est un footballeur brésilien qui jouait au poste d'attaquant, également connu sous le nom de « Forrest Gump » du football brésilien. Il est recruté pour jouer avec de nombreuses équipes professionnellement au cours de sa carrière longue de treize ans, mais ne participe à aucun match officiel et cache ses capacités limitées derrière des blessures simulées, des transferts fréquents et d’autres ruses.

## Biographie

### Début de carrière
Surnommé « Kaiser » en raison de sa ressemblance avec Franz Beckenbauer, Carlos Kaiser commence sa carrière dans les équipes de jeunes de Botafogo, avant de passer au Flamengo. En 1979, lors d’une séance d’entraînement, il convainc les dépisteurs de Puebla et est recruté par le club mexicain, qui le libère quelques mois plus tard sans qu'il ait joué un seul match.

### Fraude footballistique
Il retourne ensuite au Brésil et commence sa carrière de « fraude footballistique » puisqu'il veut être footballeur sans véritablement jouer. Coéquipier qui met une bonne ambiance dans le vestiaire et toujours prêt à rendre service, il devient l'ami de nombreux footballeurs tels que Carlos Alberto Torres, Ricardo Rocha et Renato Gaúcho, ce qui lui permet de constituer un réseau de joueurs pour le recommander chaque fois qu'il a besoin de changer de club. Sa forme physique est à certains moments proche de celle des footballeurs professionnels, mais sa technique en est très loin.
Sa fraude consiste à signer des contrats courts, sans risque pour ses employeurs, et à déclarer à son arrivée qu'il est à court de forme, mais qu'il est motivé pour y remédier. Il passe les premières semaines à se mettre au niveau physiquement. Puis, le moment venu d'affronter ses coéquipiers à l'entraînement, il simule une blessure au tendon du jarret ; la technologie médicale à l'époque rend difficile la détection de la fraude. Chaque fois qu'un club veut pousser les examens, il a un dentiste qui prétend qu'il a une infection focale (en). En suivant ce même procédé, il réussit à rester quelques mois dans ses clubs successifs sans être démasqué.
Un autre aspect de la fraude consiste à se lier d'amitié avec des journalistes afin qu'ils écrivent des articles fictifs à son sujet. Selon un de ces articles, il aurait été si bon à Puebla qu'il aurait été invité à devenir Mexicain et à jouer pour l'équipe nationale. Il parvient à monter une vidéo censée montrer ses exploits, où la qualité de l'image est assez médiocre pour qu'on confonde d'autres joueurs avec lui. Il utilise également des gadgets tels que des téléphones mobiles, coûteux et rares à l'époque, afin de créer une impression d'agitation autour de lui, avec des conversations en langues étrangères, où sont rejetées des offres imaginaires de transfert.
Ceux qui soupçonnent la supercherie ne le dénoncent pas, s'amusant de voir combien de clubs se font berner.[citation nécessaire]

### Carrière de club
À son retour au Brésil, Kaiser retourne à Botafogo, continuant son incroyable parcours d'escroc. Tout en appliquant son arnaque à la blessure, il utilise également le téléphone portable en prétendant parler anglais pour prolonger son contrat. Mais il est découvert par un médecin du club parlant couramment l'anglais. Il rejoint ensuite Flamengo et reste quelques mois en utilisant les mêmes subterfuges.
Il dit avoir joué en Argentine à Talleres de Córdoba et à Independiente. Il y aurait été introduit par « Alejandro », un ami de Jorge Burruchaga, qui aurait fait partie du groupe ayant remporté la Copa Libertadores 1984 et la Coupe intercontinentale 1984, en se présentant comme Carlos Enrique, un joueur argentin qui faisait vraiment partie de l'équipe.
En 1986, selon ses dires, il serait parti pour l'Europe et aurait rejoint un club de deuxième division française, le Gazélec Ajaccio, où joue un ami, Fabio Barros. Tout comme un autre joueur brésilien qui y joua, Alexandre Couto, Barros affirme que Kaiser n'a jamais mis les pieds en Corse, ; il n'apparaît d'ailleurs nulle part dans les effectifs du club, au contraire de Barros,. Lors d'une séance d’entraînement avec les supporteurs organisée par le club pour sa présentation, craignant d’être démasqué, au lieu de jongler, il aurait lancé tous les ballons vers la foule en embrassant le blason sur son maillot. Il prétend être resté un an dans ce club et être retourné au Brésil l'année suivante, bien que son amitié avec des journalistes lui assure ensuite un article où il est présenté comme meilleur buteur du Gazélec, où il aurait joué huit saisons.
De retour au Brésil, il rejoint Bangu, où il continue avec ses artifices. Cependant, Castor de Andrade (en), le sponsor principal et patron du club, en a assez de voir Kaiser se contenter de s'entraîner. Il demande à l'entraîneur de faire entrer cet attaquant, à un moment où l'équipe perd 2-0. Envoyé à l'échauffement, Kaiser voit un groupe de supporters huer les joueurs et commence à se battre avec eux, de sorte qu'il reçoit un carton rouge et est renvoyé aux vestiaires. Après le match, il ment au président en prétendant que les supporters l'ont traité de voleur. Il est pardonné et obtient une prolongation de six mois.
Kaiser est également passé par Fluminense où, avec son stratagème de blessure, il utilise de nouveau un téléphone portable pour faire semblant de rejeter des offres d'autres clubs, affirmant qu'il est heureux au club. Il est finalement démasqué.
Il rejoindra Vasco da Gama, où il signe un contrat pour aider un coéquipier à surmonter un problème d'alcool puisque lui ne boit pas et a la réputation d'avoir une influence positive sur les autres.
Quand il cesse sa carrière, faute de nouveau contrat, il n'a disputé aucune rencontre officielle en pro, et rares sont ceux qui l'ont vu jouer au football à l'entraînement.

## Film
En novembre 2015, Carlos Kaiser signe un accord exclusif avec une société de production britannique, Nods & Volleys Entertainment Limited, afin de raconter son histoire. Le tournage de l'interview est achevé en décembre 2016.
Kaiser! Le meilleur footballeur à n'avoir jamais joué au football a sa première mondiale au festival du film de Tribeca le 21 avril 2018. Le film présente des contributions de Carlos Alberto Torres, Zico, Renato Gaúcho, Bebeto, Júnior et Ricardo Rocha.

## Ouvrages
- (en) Rob Smyth, Kaiser : The Greatest Footballer Never To Play Football, Yellow Jersey, 26 juillet 2018 (ISBN 978-1787290259)[13],[14].
  - Kaiser ! : Le plus grand footballeur à n'avoir jamais joué (trad. Idriss Chaplain), éditions Marabout, 19 septembre 2018, 320 p. (ISBN 978-2501133555).